# Samuel John van Tuyll van Serooskerken (1905-1994)
Samuel John baron van Tuyll van Serooskerken (Arnhem, 16 november 1905 - Den Haag, 3 februari 1994) was hoofd van de Nederlandse Missie bij de Organisatie van Europese Economische Samenwerking (OEES, 1949-1952) in Parijs en secretaris-generaal van het ministerie van Buitenlandse Zaken (1952-1965). In 1965 werd hij benoemd tot lid van de Raad van State.
Van Tuyll studeerde rechten in Utrecht en begon zijn carrière in 1932 als advocaat en procureur in Nijmegen. Hij ging in 1935 werken bij het ministerie van Economische Zaken. Vanaf 1946 werkte hij bij het ministerie van Buitenlandse Zaken. In 1949 werd hij hoofd van de Nederlandse missie bij de OEES, de voorloper van de OESO. In 1952 werd hij secretaris-generaal bij Buitenlandse Zaken. Hij was in het 3de kabinet Drees de verbindingsman tussen minister Beyen en minister Luns. In 1965 werd hij benoemd tot lid van de Raad van State wat hij bleef tot 1980.

## Nevenfuncties
- Voorzitter van de Koninklijke Academie van Beeldende Kunsten
- Voorzitter van het Nederlands Historisch-Archeologisch Instituut te Istanbul
- Bestuurslid van de Carnegie Stichting, van 1953 tot 1981
- Lid Raad van Beheer van de Haagsche Academie voor Internationaal Recht, van 1953 tot 1981

## Onderscheiden
- Ridder in de Orde van de Nederlandse Leeuw[1]
- Grootofficier in de Orde van Oranje-Nassau[2]
- Commandeur in de Orde van Oranje-Nassau[3]
- Inhuldigingsmedaille 1980[4]
- Grootcommandeur met Ster in de Orde van de Ster van Afrika van Liberia[5]
- Grootkruis in de Orde van Vasco Nuñez de Balbao[6]
- Grootofficier in de "Orden de Mayo" van Argentinië[7]
- Groot Gouden Ereteken voor Verdiensten met Ster van de Republiek Oostenrijk[8]
- Groot Zilveren Ereteken voor Verdiensten met Ster van de Republiek Oostenrijk[9]
- Knight Commander in the Order of Saint Michael and Saint George van Groot-Brittannië[10]
- Grootofficier in de Orde van de Azteekse Adelaar van Mexico[11]
- Commandeur 1e klasse in de Orde van de Poolster van Zweden[12]
- Grootofficier in de Orde van de Witte Olifant van Thailand[13]